# Télé-Québec
Télé-Québec es un canal de televisión operada por el gobierno provincial de Quebec, Canadá (legalmente  Société de télédiffusion du Québec), comenzando el 19 de enero de 1975 como "Radio-Québec". Adoptó el actual "Télé-Québec" en 1996.
Toda la programación de Télé-Québec es en francés, aunque hay algunos shows y filmes presentados en su idioma original (predominantemente inglés), con subtitulado francés. El único programa de Télé-Québec enteramente en inglés fue Quebec School Telecasts, un semanario de una hora para aprender inglés.
Télé-Québec tiene oficinas en Val-d’Or, Trois-Rivières, Rimouski, Gatineau (Hull), Sept-Îles, Quebec City, Sherbrooke, Saguenay (Jonquière) and Carleton.
El canal participa (junto con la Société Radio-Canada) de la televisión internacional francófona TV5 Monde que también cuenta con una versión canadiense y una propuesta para los franco-canadienses: Unis.

## Programación
La programación cultural de Télé-Québec refleja la diversidad cultural en ficción, sonidos, música, cine, arte visual, y drama. 
Belle et Bum, M’as-tu lu? y Pulsart promueven a artistas y cradores de Quebec. Belle et Bum es un show musical que invitó a 160 performers o grupos en 2005/06, que produjeron 230 canciones de los compositores y cantantes de Quebec. M'as-tu lu? es un "book show" que cubre la oferta de libros de todos los géneros y para todas las audiencias; en 2005/06, 260 libros fueron presentados, 124 eran de autores locales. Pulsart es un magazín de actividades culturales que tienen lugar en toda Quebec.
 Libre échange, lidera con rangos de diferentes artes creativas: danza, cine, literatura, escultura, pintura, música de TV, música, y teatro.
Télé-Québec presenta filmes, incluyendo “cine de autor” de notables directores, documentales, y filmes de Quebec. Todas las películas son sin "cortes comerciales". En los últimos cinco años, Télé-Québec emitió más de 959 h de documentales, cubriendo el 18 % de su programación. Los documentales cubren lo sociopolítico, cultural, histórico, científico, y viajes. Entre 2000 y 2006, se produjeron 137 documentales y 39 series. 
Télé-Québec también aloja shows de debate y de discusión sobre tópicos de intercambio de ideas, perspectivas sociales y políticas. Points chauds es un show sobre política internacional. Méchant contraste! es un magazín de Quebec de temas sociales, políticos, y de economía. Dussault-Débat es un programa de debate. 
Como servicios comunitarios, Télé-Québec tiene shows de perspectivas regionales: Méchant contraste!, À la di Stasio, les Francs Tireurs, M'as-tu lu?, Une pilule, and Pulsart. 
Télé-Québec tiene una estrategia para internet, como parte de su misión educacional y cultural. En 2003, el sitio extremis.tv ganó el "Premio Gémeaux" al mejor sitio de Internet. En 2004, missionarctique.tv ganó el mismo galardón. El website orientado a adolescentes ADN-X tuvo actividades interactivas con dibujos animados.

## Estaciones
Télé-Québec tiene 13 estaciones, más muchas repetidoras, con origen en CIVM-TV en Montreal.
- CIVM-TV 17 (digital 27) Montreal (flagship station, transmite desde Mount Royal)
  - Significado del indicativo: CI Ville de Montreal
- CIVQ-TV 15 Quebec City
  - Significado del indicativo: CI Ville de Quebec
- CIVS-TV 24 Sherbrooke
  - Significado del indicativo: CI Ville de Sherbrooke (Mount Orford)
- CIVO-TV 30 Gatineau / Ottawa (desde Ryan Tower en Camp Fortune, el único lugar donde Télé-Québec y TVOntario (TVO) comparten la misma ubicación)
  - Significado del indicativo: CI Val d' Outaouais
- CIVC-TV 45 Trois-Rivières
- CIVV-TV 8 Saguenay
- CIVA-TV 12 & 8 Val-d'Or / Rouyn-Noranda
  - Significado del indicativo: CI TeleVision d' Abitibi
- CIVF-TV 12 Baie-Trinité
- CIVK-TV 15 Carleton
  - Significado del indicativo: CI Ville de Karleton (Carleton)
- CIVP-TV 23 Chapeau, Quebec / Pembroke, Ontario
- CIVB-TV 22 Rimouski
- CIVG-TV 9 Sept-Îles

Está en el satélite (transpondedor Bell ExpressVu Canal 138 y Star Choice Canal 722).